# DOMREP
Мисията на представителя на генералния секретар в Доминиканската република, позната с абревиатурата DOMREP (май 1965 – октомври 1966) има за цел да наблюдава ситуацията и да докладва за нарушения на примирието между двете де факто власти в Доминиканската република. След споразумението за ново правителство, DOMREP е оттеглена.

## Мандат
DOMREP е създадена в съответствие с резолюция на Съвета за сигурност 203 от 14 май 1965 година. Функциите са да наблюдава ситуацията в Доминиканската република и да докладва на генералния секретар, и чрез него до Съвета за сигурност, за нарушения по прекратяване на огъня, наречен от Съвета или събития, които биха могли да повлияят на поддържането на мира и реда в страната.

## История
На 28 април 1965 г., след падането на правителството и избухването на гражданска война в Доминиканската република, САЩ изпращат войски в страната, за да може, както съветът за сигурност на ООН е бил информиран, да защити американците там и да ги придружи до безопасност. По искане на САЩ, Съвета на Организацията на американските държави (OAS) се среща относно ситуацията и на 29 април приема резолюция, призоваваща за спиране на огъня. На 23 май, OAS създава Интер-американски мирни сили в Доминиканската република (IAPF). От 26 юни 1965 г., IAPF има 1700 войници от шест страни от Латинска Америка и 12 400 от Съединените щати.
Съветът за сигурност на ООН разглежда ситуацията в Доминиканската република в няколко заседания през първата половина на май и приема резолюция, в която призовава за стриктно прекратяване на огъня в страната. Също така приканва генералния секретар да изпрати свой представител там за целите за докладване до Съвета относно ситуацията.

## Съставяне
Генералният секретар назначава Хосе Антонио Майобре (Jose Antonio Mayobre), изпълнителен секретар на Икономическата комисия за Латинска Америка, като негов представител. Заедно със своя военен съветник и малък екип от военни наблюдатели, представителят наблюдава и докладва за развитието в Доминиканската република. Неговите функции са да наблюдава ситуацията там и да докладва на генералния секретар относно нарушаване на прекратяването на огъня, които биха могли да повлияят на поддържането на мира и реда в страната. В тази връзка, той съобщава за подписването на акт на помирение от спорещите фракции, създаването на временно правителство и подготовката за националните избори. Тогава съветът също получава подробни комуникации от OAS.
На 1 юни 1966 г., са проведени общи избори в Доминиканската република, които избират новите президент и правителство. В писмо до генералния секретар от 13 октомври 1966 г., Доминиканската външен министър изразява благодарността на страната си към Организацията на обединените нации за своето участие във възстановяването на мира и хармонията в Доминиканската република и заявява, че, от гледна точка на неговото правителство целите на Съвета за сигурност са били постигнати и би било препоръчително мисията на ООН да се оттегли. На следващия ден, в последния си доклад по този въпрос, генералният секретар информира Съвета за условията за оттеглянето на Мисията на ООН. Оттеглянето е завършен на 22 октомври 1996 година.

### Наблюдения на генералния секретар
Генералният секретар, в увода към своя годишен доклад за работата на Организацията, който обхваща периода от 16 юни 1964 до о 15 юни 1965 г., разглежда проблемите и характера на ролята на Организацията на обединените нации в ситуацията на Доминиканската република. Той определя задачата на представителите си там като още една мисия на ООН в категорията за мироопазване.
Ситуацията е необичайно сложна и има значителни последици в международен план, по-специално по отношение на едностранното военно участие на САЩ в началния етап и по-късно с ролята на Inter-American Peace. Въпреки че мандатът му е бил временен, ефектът от неговата роля е значителна, тъй като той е играл важна роля в прекратяването на военните действия на 21 май 1965 г., и е предоставил информация за ситуацията, както в Санто Доминго, така и във вътрешността на страната.
Неговото присъствие несъмнено е бил умерен фактор в трудна и опасна ситуация, като добави, че това е било за първи път мироопазваща мисия на ООН бе опериран в същата област и се справиха със същите въпроси като операция на регионална организация, в този случай OAS.

## Факти и цифри
- място:

Доминиканската република
- щаб: Санто Доминго
- продължителност: Май 1965 – октомври 1966
- Представител на генералния секретар: Хосе Антонио Майобре (Венецуела) Май 1965 – октомври 1966
- военен съветник: Генерал-майор Индар Рикхйе (Индия) Май 1965 – октомври 1966
- сила: 2 военни наблюдатели по всяко едно време
- Сътрудници на военни наблюдатели:

Бразилия, Канада и Еквадор
- Смъртни случаи: няма
- финансиране: Метод на финансиране Бюджетни кредити чрез редовния бюджет на ООН разходи 275831 $

## Документи
- Резолюции на Съвета за сигурност
- Документационен център на ООН